# Longue Marche 4B
Pour un article plus général, voir Longue Marche 4.
La fusée Longue Marche 4B (en chinois : 长征四号乙火箭), également connue sous le nom de Chang Zheng 4B, CZ-4B et LM-4B est un lanceur chinois conçu par l'Académie de Shanghai pour la technologie des vols spatiaux. Ce lanceur est une version modernisée du lanceur Longue Marche 4 dont il est le remplaçant à partir de 1999.

## Caractéristiques
Il  s'agit d'une fusée à trois étages mesurant de 45,80 à 47,98 mètres de haut, ayant un diamètre de 3,35 m et ayant un poids d'un peu plus de 249 tonnes au décollage, le CZ-4B est capable de placer environ 2,8 tonnes de charge utile en orbite héliosynchrone à 500 km d’altitude et 4,2 tonnes en orbite basse.

## Histoire
Le premier lancement a été effectué le 10 mai 1999, avec le satellite météorologique FY-1C. Ce dernier servira en 2007 de cible pour un essai de missiles anti-satellite.
Au 26 octobre 2018, 31 lancements ont été effectués avec ce lanceur. Un seul échec a été enregistré à cette date le 9 décembre 2013 avec la perte d'un satellite du China-Brazil Earth Resources Satellite Program.
Elle est lancée depuis la base de lancement de Taïyuan (28 tirs au 26 octobre 2018 ) et, depuis 25 octobre 2013, de celle de Jiuquan (3 tirs[Quand ?]).

## Historique des lancements
En date de mai 2024, 48 lanceurs Longue Marche 4B ont effectués un vol orbital, avec un seul échec.
| N° de vol | Numéro de série | Date (UTC)       | Site de lancement | Charge utile                             | Orbite | Résultat |
| --------- | --------------- | ---------------- | ----------------- | ---------------------------------------- | ------ | -------- |
| 1         | Y2              | 10-05-1999 01:33 | Taïyuan           | Fengyun 1C Shijian 5                     | SSO    | Succès   |
| 2         | Y1              | 14-10-1999 03:15 | Taïyuan           | CBERS-1 SACI-1                           | SSO    | Succès   |
| 3         | Y3              | 01-09-2000 03:25 | Taïyuan           | Ziyuan II-01                             | SSO    | Succès   |
| 4         | Y5              | 15-05-2002 01:50 | Taïyuan           | Fengyun 1D HaiYang-1A                    | SSO    | Succès   |
| 5         | Y6              | 27-10-2002 03:17 | Taïyuan           | Ziyuan II-02                             | SSO    | Succès   |
| 6         | Y4              | 21-10-2003 03:16 | Taïyuan           | CBERS-2 Chuangxin 1-01                   | SSO    | Succès   |
| 7         | Y7              | 08-09-2004 23:14 | Taïyuan           | Shijian 6-01A Shijian 6-01B              | SSO    | Succès   |
| 8         | Y8              | 06-11-2004 03:10 | Taïyuan           | Ziyuan II-03                             | SSO    | Succès   |
| 9         | Y16             | 23-10-2006 23:34 | Taïyuan           | Shijian 6-02A Shijian 6-02B              | SSO    | Succès   |
| 10        | Y17             | 19-09-2007 03:26 | Taïyuan           | CBERS-2B                                 | SSO    | Succès   |
| 11        | Y22             | 25-10-2008 01:15 | Taïyuan           | Shijian 6-03A Shijian 6-03B              | SSO    | Succès   |
| 12        | Y20             | 15-12-2008 03:22 | Taïyuan           | Yaogan 5                                 | SSO    | Succès   |
| 13        | Y23             | 06-10-2010 00:49 | Taïyuan           | Shijian 6-04A Shijian 6-04B              | SSO    | Succès   |
| 14        | Y14             | -2011 22:57      | Taïyuan           | HaiYang-2A                               | SSO    | Succès   |
| 15        | Y21             | 09-11-2011 03:21 | Taïyuan           | Yaogan 12 Tianxun 1                      | SSO    | Succès   |
| 16        | Y15             | 27-12-2011 03:26 | Taïyuan           | Ziyuan I-02C                             | SSO    | Succès   |
| 17        | Y26             | 09-01-2012 03:17 | Taïyuan           | Ziyuan 3-01 VesselSat-2                  | SSO    | Succès   |
| 18        | Y12             | 10-05-2012 07:06 | Taïyuan           | Yaogan 14 Tiantuo 1                      | SSO    | Succès   |
| 19        | Y25             | 25-10-2013 03:50 | Jiuquan           | Shijian 16-01                            | LEO    | Succès   |
| 20        | Y10             | 09-12-2013 03:26 | Taïyuan           | CBERS-3                                  | SSO    | Échec    |
| 21        | Y27             | 19-08-2014 03:15 | Taïyuan           | Gaofen 2 BRITE-PL2                       | SSO    | Succès   |
| 22        | Y28             | 08-09-2014 03:22 | Taïyuan           | Yaogan 21 Tiantuo 2                      | SSO    | Succès   |
| 23        | Y32             | 07-12-2014 03:26 | Taïyuan           | CBERS-4                                  | SSO    | Succès   |
| 24        | Y29             | 27-12-2014 03:22 | Taïyuan           | Yaogan 26                                | SSO    | Succès   |
| 25        | Y30             | 26-06-2015 06:22 | Taïyuan           | Gaofen 8                                 | SSO    | Succès   |
| 26        | Y24             | 08-11-2015 07:06 | Taïyuan           | Yaogan 28                                | SSO    | Succès   |
| 27        | Y33             | 30-05-2016 03:17 | Taïyuan           | Ziyuan 3-02 ÑuSat 1/2                    | SSO    | Succès   |
| 28        | Y35             | 29-06-2016 03:21 | Jiuquan           | Shijian 16-02                            | LEO    | Succès   |
| 29        | Y31             | 15-06-2017 03:00 | Jiuquan           | HXMT ÑuSat-3 Zhuhai-1                    | LEO    | Succès   |
| 30        | Y37             | 31-07-2018 03:00 | Taïyuan           | Gaofen 11-01                             | SSO    | Succès   |
| 31        | Y34             | 24-10-2018 22:57 | Taïyuan           | Haiyang-2B                               | SSO    | Succès   |
| 32        | Y36             | 29-04-2019 22:52 | Taïyuan           | Tianhui-2-01A/01B                        | SSO    | Succès   |
| 33        | Y39             | 12-09-2019 03:26 | Taïyuan           | Ziyuan I-02D                             | SSO    | Succès   |
| 34        | Y38             | 03-11-2019 03:22 | Taïyuan           | Gaofen 7 Xiaoxiang 1-08                  | SSO    | Succès   |
| 35        | Y44             | 20-12-2019 03:22 | Taïyuan           | CBERS-4A ETRSS-1                         | SSO    | Succès   |
| 36        | Y43             | 03-07-2020 03:10 | Taïyuan           | Gaofen Multi-Mode BY-70-2                | SSO    | Succès   |
| 37        | Y45             | 25-07-2020 03:13 | Taïyuan           | Ziyuan 3-03 Tianqi 10 NJU-HKU 1          | SSO    | Succès   |
| 38        | Y46             | 07-09-2020 05:57 | Taïyuan           | Gaofen 11-02                             | SSO    | Succès   |
| 39        | Y41             | 21-09-2020 05:40 | Jiuquan           | Haiyang-2C                               | LEO    | Succès   |
| 40        | Y42             | 27-09-2020 03:23 | Taïyuan           | Huanjing-2A Huanjing-2B                  | SSO    | Succès   |
| 41        | Y49             | 08-04-2021 23:21 | Taïyuan           | Shiyan 6-03                              | SSO    | Succès   |
| 42        | Y48             | 19-05-2021 04:03 | Jiuquan           | Haiyang-2D                               | LEO    | Succès   |
| 43        | Y50             | 18-08-2021 23:21 | Taïyuan           | Tianhui-2 02A Tianhui-2 02B              | SSO    | Succès   |
| 44        | Y52             | 20-11-2021 01:51 | Taïyuan           | Gaofen 11-03                             | SSO    | Succès   |
| 45        | Y47             | 10-12-2021 00:11 | Jiuquan           | Shijian-6 05A Shijian-6 05B              | SSO    | Succès   |
| 46        | Y40             | 04-08-2022 03:08 | Taïyuan           | TECMS (Guomang) Minhang Shaonian HEAD 2G | SSO    | Succès   |
| 47        | Y55             | 27-12-2022 07:37 | Taïyuan           | Gaofen 11-04                             | SSO    | Succès   |
| 48        | Y51             | 16-04-2023 01:36 | Jiuquan           | Fengyun 3G                               | LEO    | Succès   |